# 신갈역 (폐역)
신갈역(新葛驛)은 현재의 경기도 용인시 기흥구 구갈동에 있던 수려선의 철도역이다. 구갈로의 한성 2차 아파트 진입로 전후에 위치하였다. 이 역과 덕곡역 사이는 흔히 덕굴이라고 하는, ‘영덕터널’로 연결되었었다.

## 역사
- 1930년 12월 1일 : 수원-이천 간 개통과 함께 영업 개시 (보통역)[2]
- 1972년 4월 1일 : 수려선 폐선과 함께 폐지[3]